# Charles Hill
Charles Hill is een dorp in het district Ghanzi in Botswana. De plaats telt 3591 inwoners (2011).